# نوال الصوفي
نوال الصوفي (من مواليد 1988 في المغرب) هي مساعدة اجتماعية وناشطة مغربية في مجال حقوق الإنسان والقضية الفلسطينية في إيطاليا.
عرفت عالميا بعد إنقاذها للآلاف من المهاجرين السوريين الغير الشرعيين الفارين من ويلات الحرب والتائهين في عرض البحر بعد اتصال هاتفي توصلت به ووهو ماأكسبها لقب ماما نوال. أو Lady SOS حصلت في سنة 2017 على جائزة مبادرة صناع الأمل في الوطن العربي للشيخ محمد بن راشد آل مكتوم من بين 65 ألف مشارك من 22 دولة، بالإضافة لمكافأة قدرها 360 ألف دولار.

## دراستها
- حصلت على الدبلوم العالي في دراسات العلوم السياسية والعلاقات الدولية.
- دوام جزئي كمترجمة فورية لدى المحاكم والسجون الصقلية في إيطاليا.

## مسيرة العمل الاجتماعي
ولدت نوال في المغرب لأبوين مغربيين قبل أن تهاجر رفقة أسرتها إلى إيطاليا عند سفح جبل إتنا في مدينة قطانية بجزيرة صقلية وهي رضيعة لا تتجاوز ثلاثة أسابيع فقط، بدأت عملها التطوعي في سن الرابعة عشر من خلال تقديم يد العون للمهاجرين المغاربة والمشردين الإيطاليين في إيطاليا.

## مؤلفات وكتب
- عام 2015 نشر الصحافي الإيطالي دانييل بييلا كتابا تخليدا لتجربتها الإنسانية تحت عنوان نوال.. ملاك اللاجئين[7]